# Épületszárny

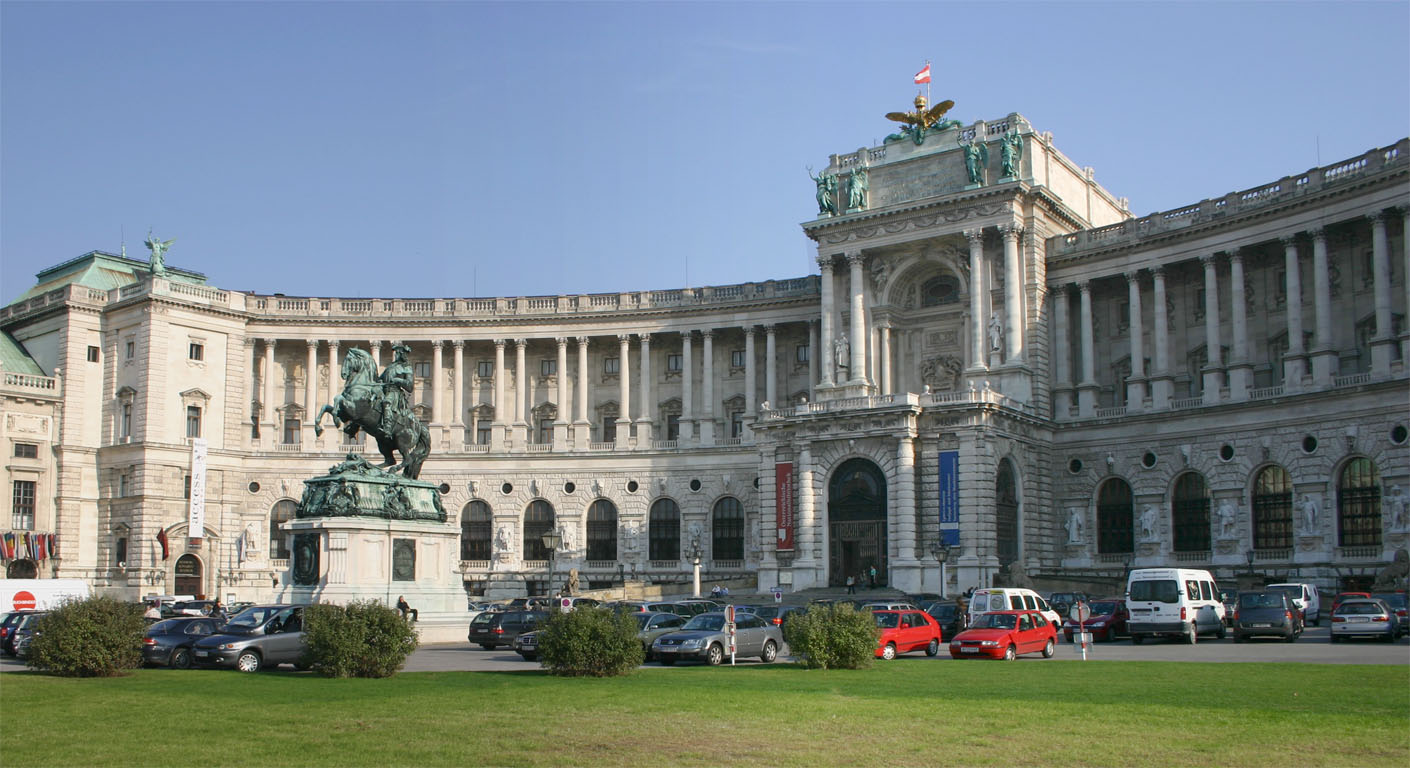
A Neue Burg, a bécsi Hofburg délkeleti szárnya

Az épületszárny (vagy szárnyépület) a neve főként nagyobb méretű épületek azon részének, amelynél a homlokzat bizonyos szög alatt – rendesen derékszög alatt – megtörik; az ilymódon jellemezhető  épületrészt vagy épületrészeket nevezzük a főépület szárnyainak, röviden épületszárnynak. Mélysége gyakran csekélyebb, mint a főépületé és kevésbé hangsúlyos az épület összhatása szempontjából. Gyakori a szárnyépületek elhelyezése a főépület mindkét végén. A szárnyak kialakítását esetenként – főleg zárt beépítés esetén, városi környezetben – az is indokolhatja, hogy a telek nem szabályos téglalap alaprajzú. (pl. Budapesten az Iparművészeti Múzeum esetében.)